# Neobrachyceraea huangshangensis
Neobrachyceraea huangshangensis är en tvåvingeart som beskrevs av Ouchi 1939. Neobrachyceraea huangshangensis ingår i släktet Neobrachyceraea och familjen stekelflugor. Inga underarter finns listade i Catalogue of Life.